# Чэнь Ханьшэн
Чэнь Ханшэн (кит. 陈翰笙; пиньинь: Chén Hànshēng); 5 февраля 1897, Уси — 13 марта 2004) — китайский историк, социолог, разведчик.

## Биография
Родился в городе Уси провинции Цзянсу. В 1909 его семья переехала в Чанша, где он учился в средней школе. В 1916 поступил в Помонский колледж в США, который окончил в 1920 году. Продолжил образование в Чикагском университете, где в 1922 году получил степень магистра истории, защитив дипломную работу «The conference of ambassadors in London, 1912—1913, and the creation of the Albanian State: A diplomatic study». Чэнь участвовал в общественной деятельности, был избран секретарем союза китайских студентов в США, был одним из младших редакторов журнала союза The chinese students monthly. Женился на Гу Шусин, также учившейся в США, с которой познакомился в Сан-Франциско в 1919.
Поступил в Гарвардский университет на Phd-программу по истории, но в 1923 году уехал в Германию, где окончил свою докторскую работу в Берлинском университете.
В 1924 году вернулся в Китай. Был приглашен преподавать историю и политэкономию в Пекинский университет его президентом Цай Юаньпэем. В это время Чэнь начал знакомиться с марксизмом. В 1925 году по рекомендации профессора Ли Дачжао Чэнь вступил в Гоминьдан. В 1927 году, после полицейского налета на советское посольство в Пекине, организованного по приказу Чжан Цзолиня, и ареста многих китайских коммунистов Чэнь на некоторое время скрылся в СССР, вернувшись в Китай в 1928 году.
В 1930 годах работал в Шанхае, возглавляя социологический исследовательский институт принадлежавший к созданной в 1928 году Academia Sinica. Занимался исследованиями жизни китайского крестьянства, организовав ряд полевых исследований, первых такого рода в Китае. Значительная часть работ финансировалась институтом тихоокеанских отношений (Insitute of Pacific Relations, IPR).
С 1926 года Чэнь также работал на Коминтерн, выполняя секретные задания. Чэнь с женой были хорошо знакомы с германской коммунисткой Рут Вернер и с журналисткой Агнес Смедли, через которую он был связан с известным советским разведчиком Рихардом Зорге.
В 1933 году правящая партия Гоминьдан попыталась установить более жесткий контроль над академией. Многие коллеги Чэня были уволены. Сам он был вынужден уйти в отставку. В 1935 Чэнь Ханьшэн был вынужден снова уехать из Китая, проведя некоторое время в СССР, где стал свидетелем сталинских чисток. В 1937 году Чэнь переехал в Нью-Йорк, где вместе с Оуэном Латтимором работал в секретариате IPR. Работал в журналах Far Eastern Survey и Pacific Affairs.
С мая 1939 года Чэнь Ханьшэн работал в Гонконге, будучи представителем IPR и работая в международной комиссии по продвижению промышленных кооперативов. В этот период он участвовал в переводе крупных денежных средств из-за границы коммунистам на их базы в Янани. На эти деньги китайская красная армия закупала оружие у войск прояпонских марионеточных режимов, при пассивном содействии японцев.
Когда в 1944 в городе Гуйлинь ему за его прокоммунистическую деятельность грозила опасность ареста тайной полицией китайских националистов, ему на помощь пришли британцы, которые срочно вывезли его на самолёте в Индию, где его уже официально приняли на службу в британскую разведку.
В 1945—1950 годах Чэнь жил в США, преподавал в университете Джонса Хопкинса. Был связным между КПК и Коммунистической партией США.
В 1950 году вернулся в Китай. Чжоу Эньлай предложил ему пост замминистра иностранных дел, но Чэнь отказался, предпочитая заниматься научной работой. С 1952 года работал в ежемесячном журнале для иностранцев «Китай на стройке» (сейчас «Китай сегодня»).
Подвергался преследованиям во время Культурной революции. В 1966—1968 годах находился под домашним арестом. Его жена умерла в 1968 году в результате издевательств. К 1971 году, когда ему было разрешено покинуть «школу политического переобучения», Чэнь почти полностью ослеп. Не имея возможности заниматься какой-либо официальной работой, Чэнь у себя дома давал бесплатные уроки английского языка, тем кто хотел учиться, в том числе детям репрессированного Лю Шаоци.
В 1988 году в Китае были опубликованы мемуары Чэнь Ханьшэна. Умер в 2004 году.

## Труды
- Landlord and Peasant in China: A Study of the Agrarian Crisis in South China. International Publishers, New York. 1936.
- Agrarian Problems in Southernmost China. Lingnan University, Canton. 1936.
- Industrial Capital And Chinese Peasants. 1939
- Chen Han-Seng’s Writings 1919—1949. Commercial Press.
- Ecological and Agrarian Regions of South Asia Circa 1930. By Chen Han-Seng And Guy Arbellot With The Assistance Of Stephanie Owen And Nicholas Thorner; Edited By Daniel Thorner. Oxford University Press, Karachi, Pakistan. 1955
- Chen Hansheng, My Life During Four Eras [Sige shidai de wo] (Beijing: China Culture and History Press [zhongguo wenshi chupan she], 1988). — мемуары.